# Davi Rodrigues de Jesus
Davi Rodrigues de Jesus (* 6. April 1984 in Gravataí) ist ein ehemaliger brasilianischer Fußballspieler.

## Karriere
Davi begann seine Karriere 2003 bei Paulista FC. 2005 gewann er mit dem Verein den Copa do Brasil. Danach spielte er bei FC São Paulo. Von 2006 bis 2007 war er außerdem noch bei den Vereinen CA Bragantino und EC São Bento unter Vertrag. 2008 wechselte er zum japanischen Erstligisten Albirex Niigata. 2009 kehrte er nach Brasilien zurück und unterschrieb einen Vertrag beim Erstligisten Avaí FC. 2009 wurde er an dem Zweitligisten Paraná Clube ausgeliehen. 2010 kehrte er zu Avaí FC zurück. 2011 wurde er an den Coritiba FC ausgeliehen. Nach der Ausleihe wurde er von Coritiba 2012 fest unter Vertrag genommen. 2011 und 2012 erreichte er das Finale des Copa do Brasil. 2012 wechselte er nach China. Hier unterschrieb er einen Vertrag bei Guangzhou City FC. Für den Verein bestritt er 79 Erstligaspiele und schoss dabei 24 Tore. 2014 wurde er mit dem Verein Tabellendritter der Chinese Super League. 2015 wechselte er zu Shanghai Port FC und wurde im selben Jahr der Vizemeister der Chinese Super League. Danach spielte er bei Shanghai Shenxin und Nei Mongol Zhongyou.

## Erfolge
Paulista FC
- Brasilianischer Pokalsieger: 2005

Bragantino
- Série C: 2007

Avaí
- Staatsmeisterschaft von Santa Catarina: 2009, 2010

Coritiba
- Staatsmeisterschaft von Paraná: 2011